# Валрамиди
Валрамидите (на немски: Walramiden; на латински: Walramidarum gens) са благороднически род от Германия.
Те са млада линия на графовете на Цвайбрюкен с граф Валрам I († 1308) и неговите наследници (1282–1394), с резиденция замък Цвайбрюкен.
Фамилията владее от 1080 до 1274 г. Графство Саарбрюкен. Графовете на Саарбрюкен са през 1100 г. един от най-могъщите родове в югозападната германска територия с големи земни собствености на Саар, в Блисгау, Елзас, Пфалц и на Среден Рейн.

## Валрамиди в графство Саарбрюкен
- Зигберт получава от император Хайнрих IV подарък Вадгасен, граф в Сааргау, граф на Саарбрюкен (1080–1105)
- Фридрих, от 1118 г. за пръв път наречен граф на Саарбрюкен
- Симон I от Саарбрюкен († след 1183), 1135–1183 г. граф на Саарбрюкен
  - Симон II от Саарбрюкен († след 1207), 1183–1207 г. граф на Саарбрюкен
  - Хайнрих I († 1228), първият граф от 1182 г. на новоорбразуваното Графство Цвайбрюкен
- Симон III от Саарбрюкен († 1235/1240), граф на Саарбрюкен
  - Лаурета фон Саарбрюкен († след 13 ноември 1270), наследничка, омъжва се I. Готфрид II от Апремонт († 1250), II. за граф Дитрих Луф I от Клеве
  - Матилда († 1276), 1271 наследничка, омъжва се I. Симон II, господар на Комерси († 1247/48), ∞ II. Амадей, господар на Монфокон († 1280)
- Агнес от Саарбрюкен († пр. 1337) се омъжва за Симон II от Цвайбрюкен († 1311/1312), син на Валрам I

## Валрамиди в графство Цвайбрюкен
- 1282–1309 Валрам I
- 1309–1311 Симон II
- 1311–1366 Валрам II
- 1366–1394 Еберхард II